# Stormcock
Stormcock es el quinto álbum de estudio del músico inglés de folk-rock Roy Harper, editado en 1971. Es generalmente reconocido como su “mejor disco”.

## Historia
El título del álbum, Stormcock, es un antiguo nombre inglés para el Zorzal Charlo. El macho de esta especie "...canta su fuerte y melodiosa canción desde los árboles, tejados u otros lugares elevados, usualmente a la noche o durante tormentas", acaso una metáfora perfecta del mismo Harper (quien no casualmente es un admirador de las aves y ha hecho referencias a varias de ellas en sus discos). 
El disco contiene cuatro canciones extensas que revelan los singulares talentos de Harper, tanto como compositor y como guitarrista. Adicionalmente, y tal vez más significativo, "..Stormcock...personificó un género híbrido que no tuvo otros proveedores exclusivos además de Harper — el acústico-épico-progresivo.".
"S. Flavius Mercurius" está acreditado en la primera guitarra en la canción "The Same Old Rock". Este guitarrista, más conocido como Jimmy Page, apareció bajo este seudónimo en los créditos del álbum por razones contractuales hasta la edición de la remasterización digital en 2007. La reedición de Stormcock viene en una caja que incluye un booklet de 20 páginas con fotos, prosa y poesía inédita.
Johnny Marr, guitarrista de The Smiths, afirmó que Stormcock era "intenso y hermoso e ingenioso".
Stormcock fue una inspiración para la arpista de California Joanna Newsom, especialmente para su segundo álbum Ys.
El álbum fue también citado como una influencia para Fleet Foxes en su Segundo álbum Helplessness Blues.

## Lista de canciones
Todas las canciones son de autoría de Roy Harper

### Cara A
1. "Hors d'œuvres" – 8:37
2. "The Same Old Rock" – 12:24

### Cara B
1. "One Man Rock and Roll Band" – 7:23
2. "Me and My Woman" – 13:01

## Personal
- Roy Harper – Guitarra y Voz
- S. Flavius Mercurius – Guitarra
- David Bedford – Órgano Hammond y Arreglos orquestales
- Peter Jenner – Productor
- John Barrett – Ingeniero de sonido
- Peter Bown – Ingeniero de sonido
- John Leckie – Ingeniero de sonido
- Phil McDonald – Ingeniero de sonido
- Alan Parsons – Ingeniero de sonido
- Nick Webb – Ingeniero de sonido
- Richard Imrie – Fotografía